# St. Marien (Bernau bei Berlin)

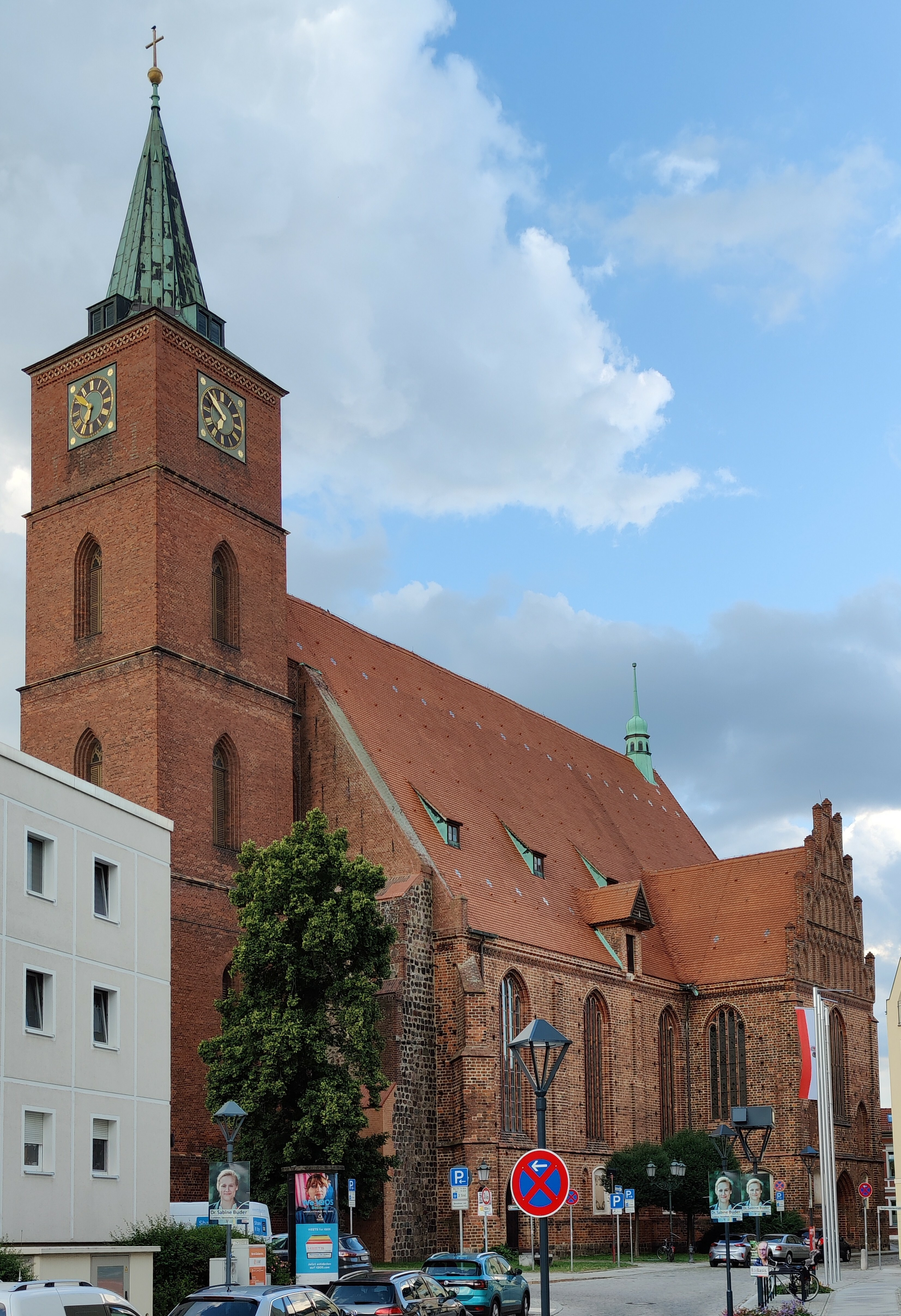
St. Marien von Südwesten

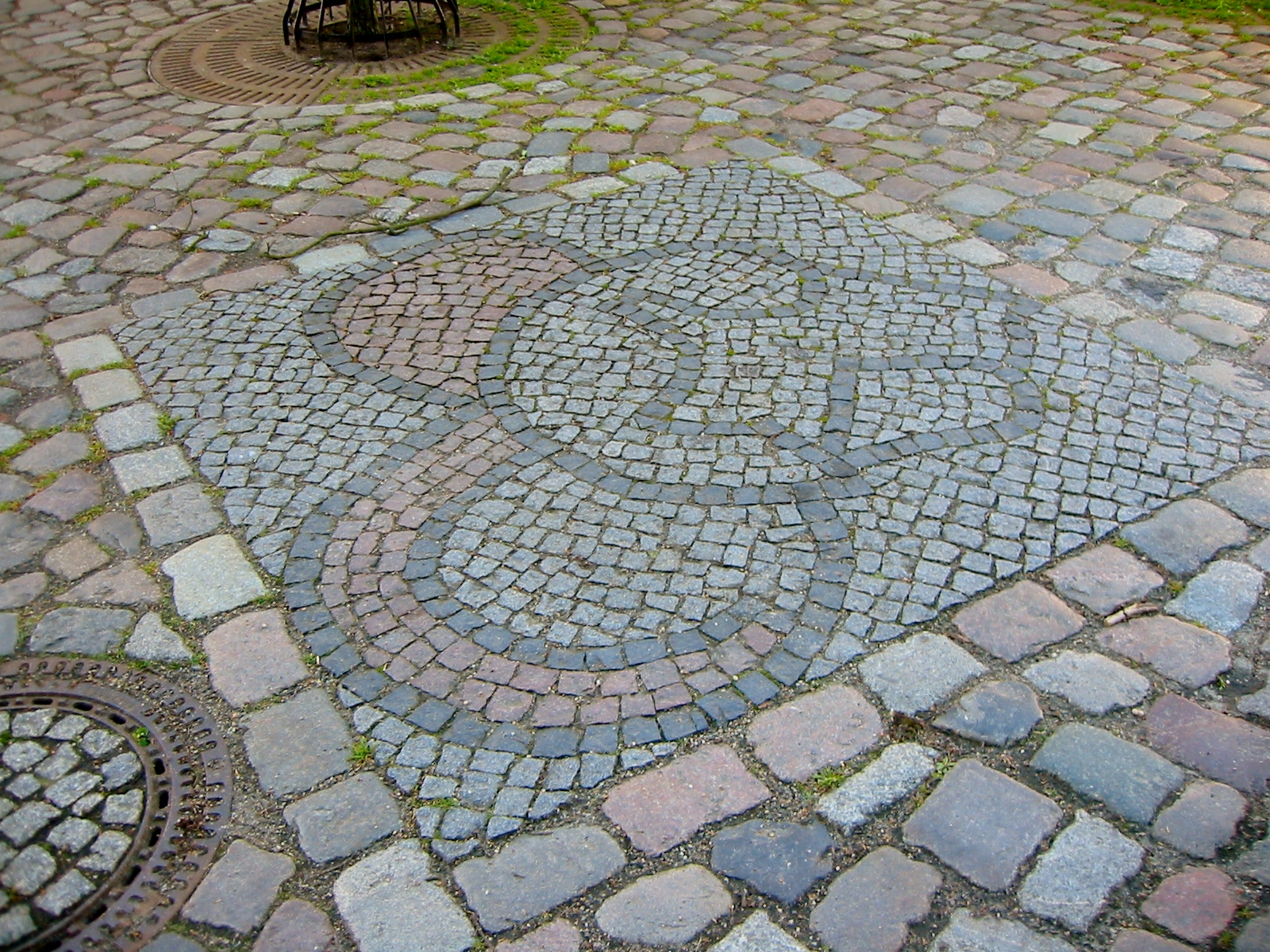
Mosaik der ehemaligen Glockengussanlage

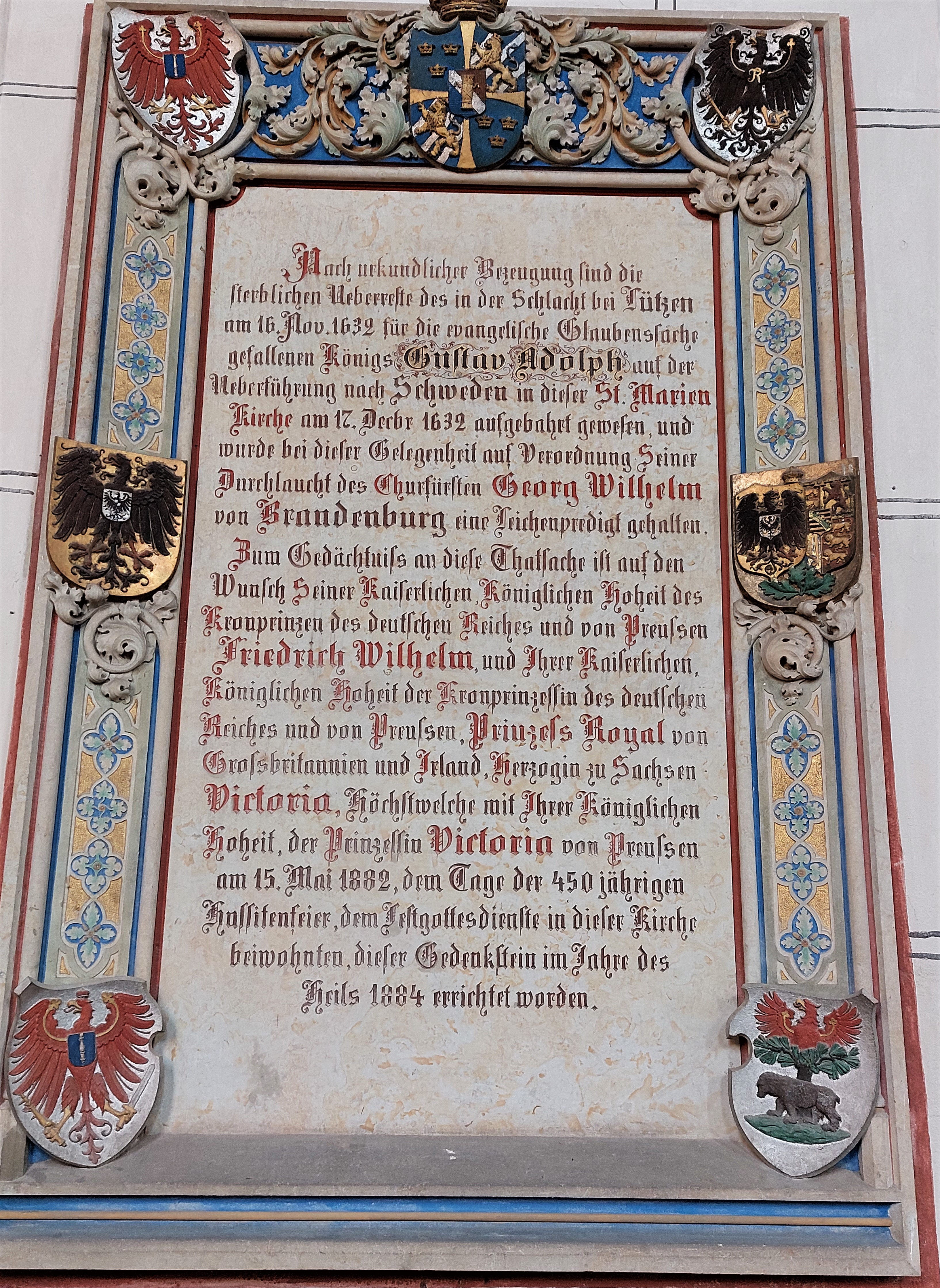
Gedenktafel im Innern

Die Kirche Sankt Marien ist die evangelische Stadtpfarrkirche von Bernau bei Berlin in Brandenburg. Der spätgotische Kirchenbau ist das dominierende Bauwerk der historischen Altstadt von Bernau und besitzt eine bemerkenswert reiche historische Ausstattung.

## Geschichte
Die St.-Marien-Kirche entstand vermutlich um das Jahr 1240 als romanische Basilika. Ein zweiter Kirchenbau entstand um das Jahr 1280 im Stil der Gotik. Zwischen 1400 und 1519 wurde die gotische Basilika in eine spätgotische Hallenkirche umgebaut. Der Feldsteinturm wurde 1839 abgerissen, bis 1846 entstand unter der Leitung des Bezirksbauinspektors Julius Manger der noch heute vorhandene Backsteinturm, der 57,4 Meter hoch ist.
Von 1979 bis 1985 fand eine umfassende Außenrenovierung statt. Bei der Innenrestaurierung in den Jahren 1985 bis 1989 wurde die Ausmalung aus dem Jahr 1519 wiederhergestellt.
Eine an einer Säule in Anwesenheit des preußischen Kronprinzen und dessen Gemahlin angebrachte Gedenktafel von 1884 erinnert daran, dass am 17. Dezember 1632 die sterblichen Überreste des in der Schlacht bei Lützen „für die evangelische Glaubenssache“ gefallenen Königs Gustav II. Adolf in der Kirche aufgebahrt waren, und dass dazu gemäß Verordnung des Kurfürsten Georg Wilhelm von Brandenburg eine Leichenpredigt gehalten wurde.
In der Nacht zum 1. Mai 1933 kletterte der Kommunist Peter Schlawitz auf den Kirchturm und brachte dort die Rote Fahne, ein Symbol der sozialistischen und kommunistischen Bewegung, an. Diese wurde vorher von der Kommunistin Marie Brendel genäht.
Im Jahr 1999 wurden bei Bauarbeiten am Kirchplatz zwei Glockengussanlagen auf dem ehemaligen Friedhof gefunden. Neben Schlackeresten konnten die Reste einer Glockenform sowie mehrere Feuerungskanäle gesichert werden. Nördlich der Kirche erinnert ein Mosaik an die Fundstelle. Die Glockenform ist als Kreis ausgeführt, während die vier Feuerungskanäle mit roten Mosaikflächen ausgebildet wurden.

## Architektur

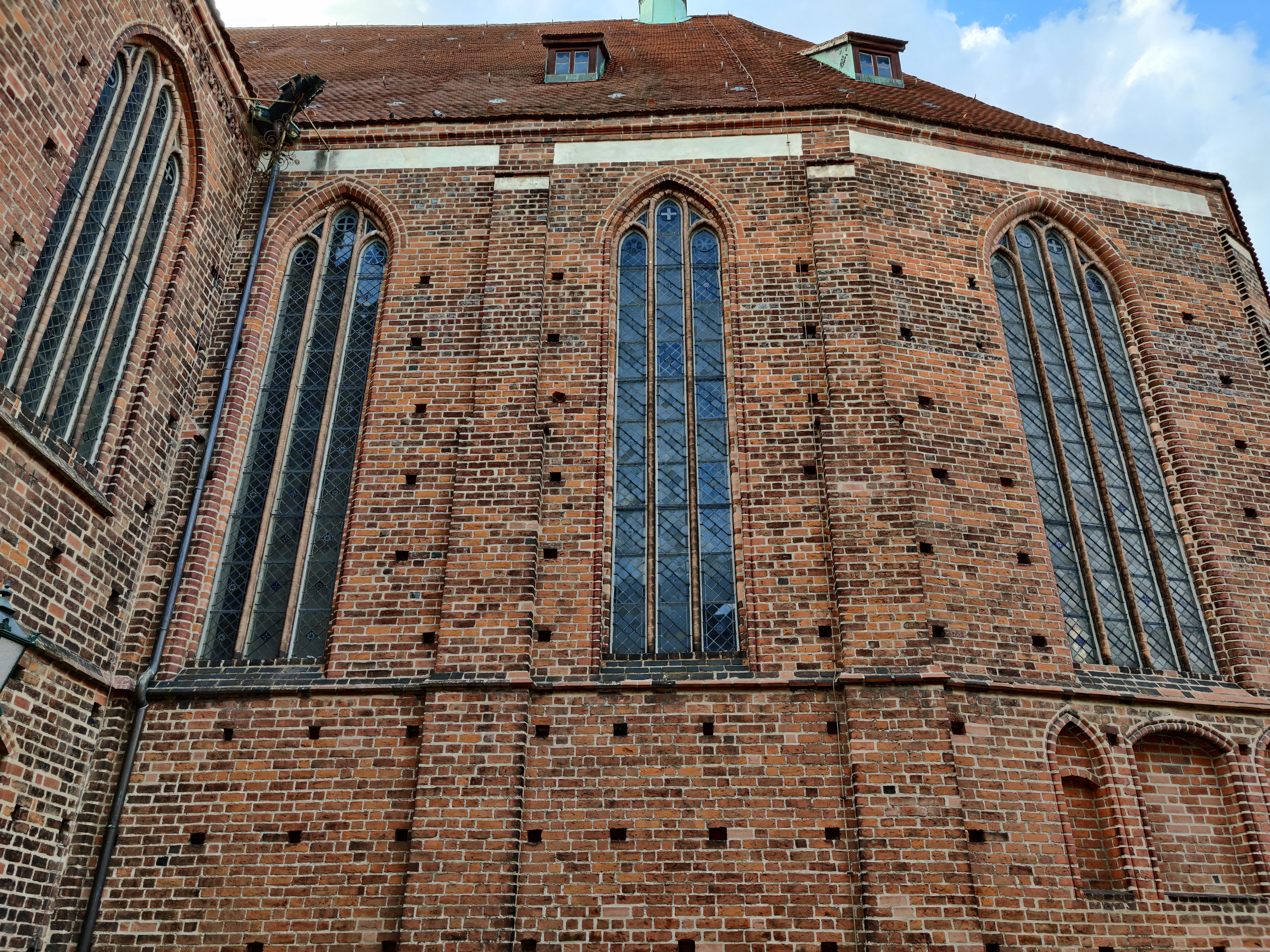
Chor von Süden

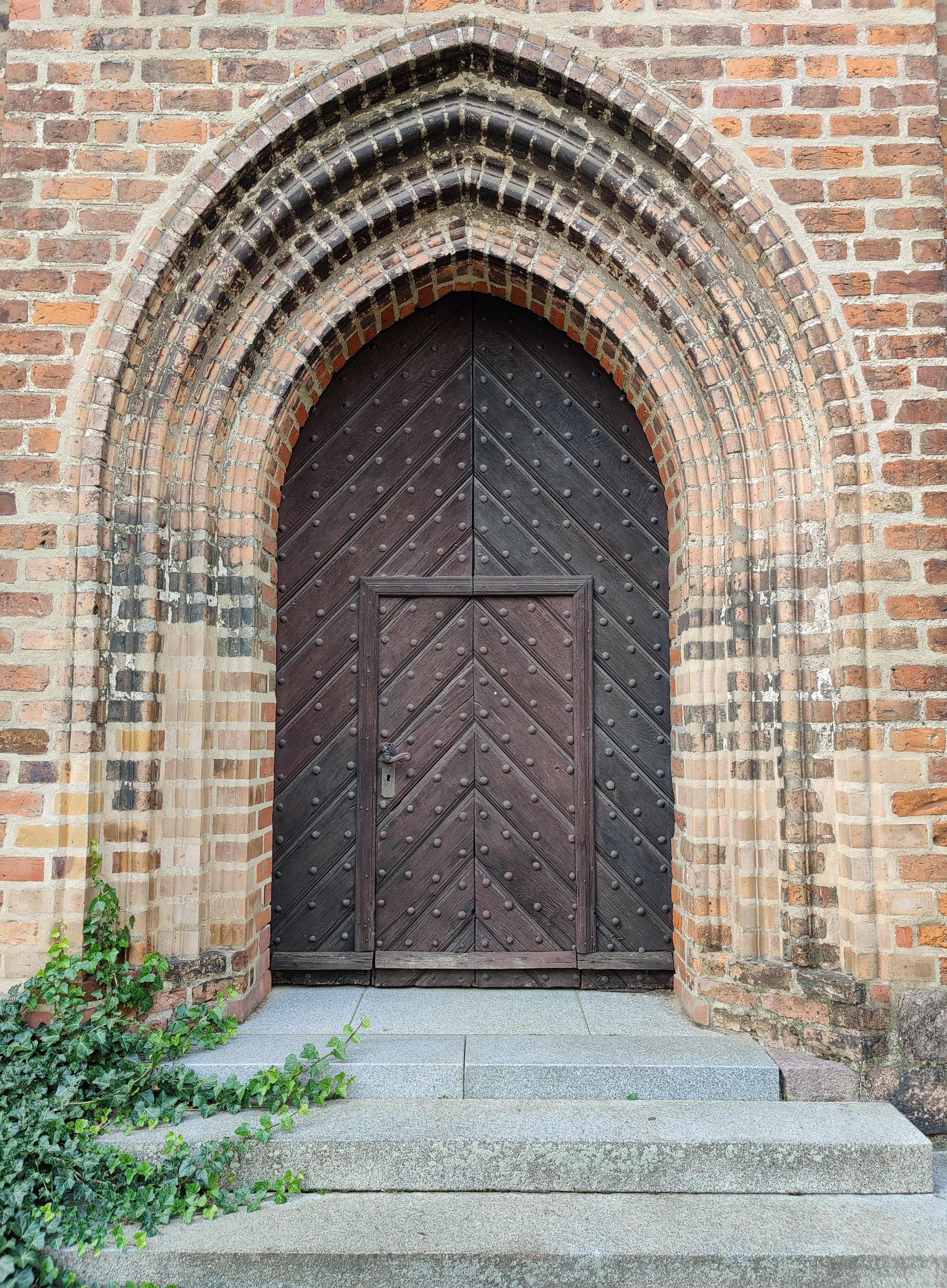
Westportal

Die Kirche ist eine Hallenkirche aus Backstein mit vierjochigem, an der Nordseite durch ein zweites Seitenschiff erweitertem, also vierschiffigem Langhaus mit einem Hallenumgangschor. Die Kirche ist mit einem Satteldach über drei Schiffe gedeckt; das vierte Schiff zeigt quergestellte Satteldächer mit Pfeilergiebeln. Die Anlage des Schiffes ähnelt derjenigen der ebenfalls vierschiffigen Marienkirche zu Kamenz. In den beiden nördlichen Seitenschiffen finden sich verschiedene Sterngewölbeformen.
Im Winkel zwischen Chor und dem äußeren Nordseitenschiff wurde die Sakristei erbaut, darüber der zum Chor und Schiff geöffnete sogenannte Schülerchor mit einem Ziergiebel. Im östlichen Joch des südlichen Seitenschiffs findet sich die Eingangshalle mit darüber erbautem Mönchschor, der ebenfalls zum Schiff geöffnet ist. Der Westturm wurde 1846 von J. Manger aus Backstein anstelle des ursprünglichen querrechteckigen Feldsteinturms erbaut.
Die ältesten Bauteile sind die beiden nördlichen Seitenschiffe, die wohl aus dem späten 14. Jahrhundert oder dem frühen 15. Jahrhundert stammen. Sie wurden als Anbau zum Langhaus des vermutlich basilikalen Vorgängerbaus errichtet, von dem nur noch Reste in der nördlichen Pfeilerreihe des Mittelschiffs erhalten sind und das während der Umbauarbeiten weiter genutzt wurde. Die Pfeiler zwischen den beiden nördlichen Seitenschiffen sind achteckig mit halbrunden Vorlagen.
Der Umgangschor entstammt wohl der Zeit zwischen 1480 und 1490. Er weist kräftige Rundpfeiler auf, die mit gedrehten Diensten versehen sind und schlichte Kreuzrippengewölbe tragen. Die Strebepfeiler sind ähnlich wie bei den Bauwerken des Hinrich Brunsberg nach innen gezogen und treten nach außen nur als flache Lisenen in Erscheinung.
Die Südwand des Langhauses und die Südvorhalle wurden etwa gleichzeitig mit dem Chor errichtet und weisen als gemeinsames Merkmal Kopfkonsolen auf. Danach wurden wahrscheinlich das südliche Seitenschiff und das Mittelschiff erbaut und in Anlehnung an die Pfeilerreihe zwischen den beiden nördlichen Seitenschiffen ebenfalls mit Achteckpfeilern versehen. Im östlichen Mittelschiffsjoch ist das Datum 1519 zu finden, das sich wohl auf den Abschluss der Umbauarbeiten bezieht. Das Mittelschiff und die Vorhalle zeigen Sterngewölbeformen, während im Südseitenschiff kleinteiligere phantasievolle Sternennetzfiguren vorherrschen.

## Ausstattung

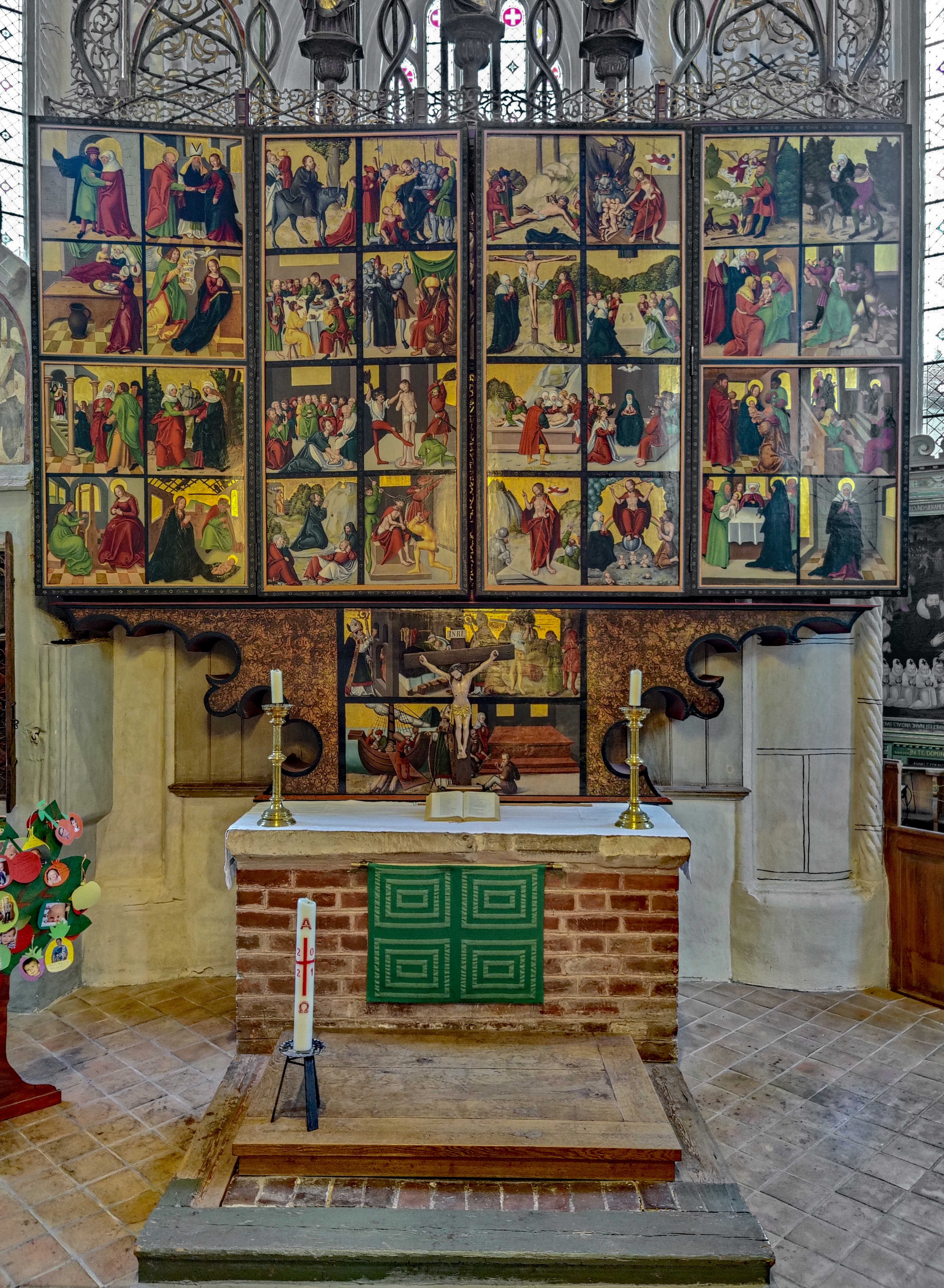
Spätgotischer Flügelaltar

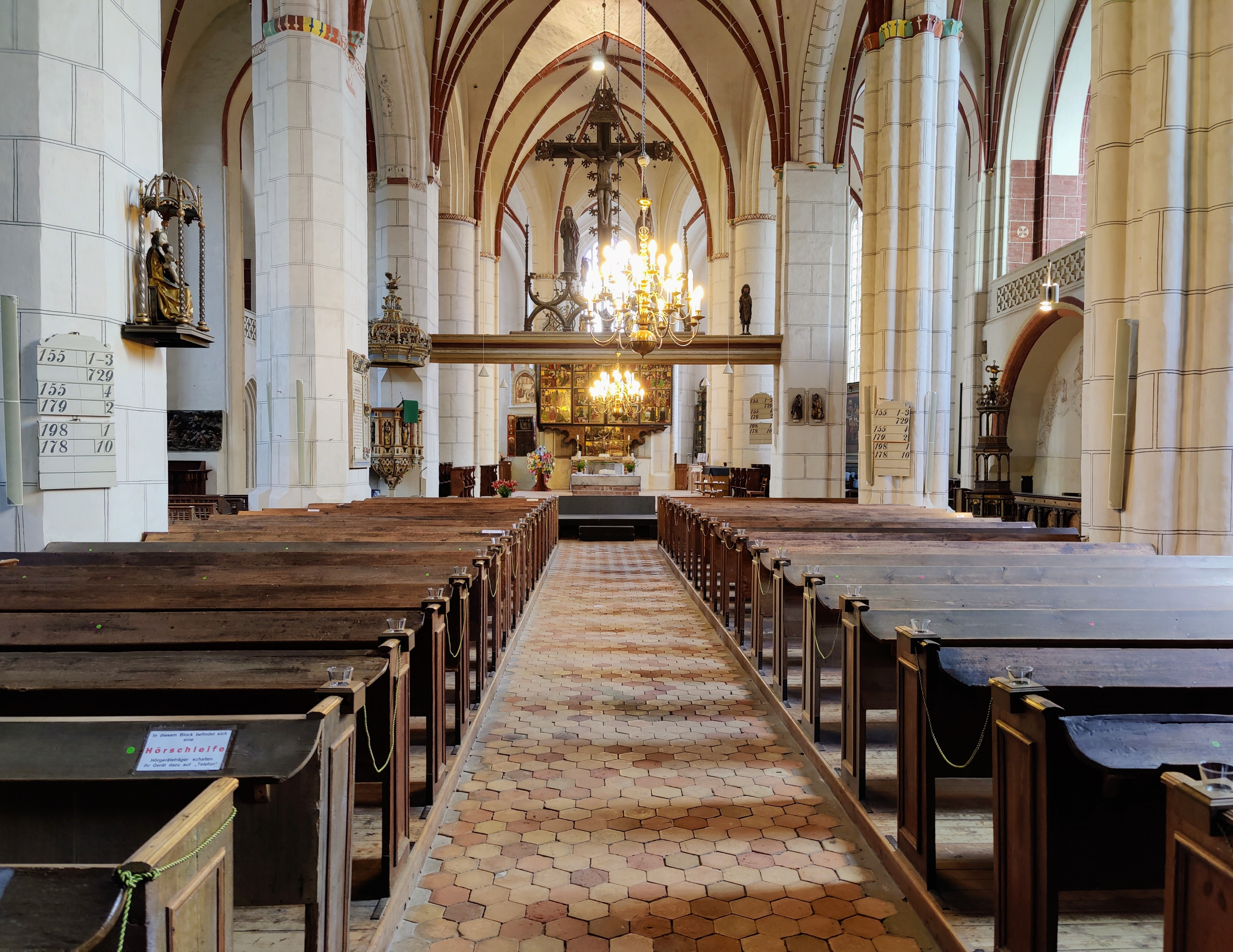
Innenraum mit Blick zum Altar

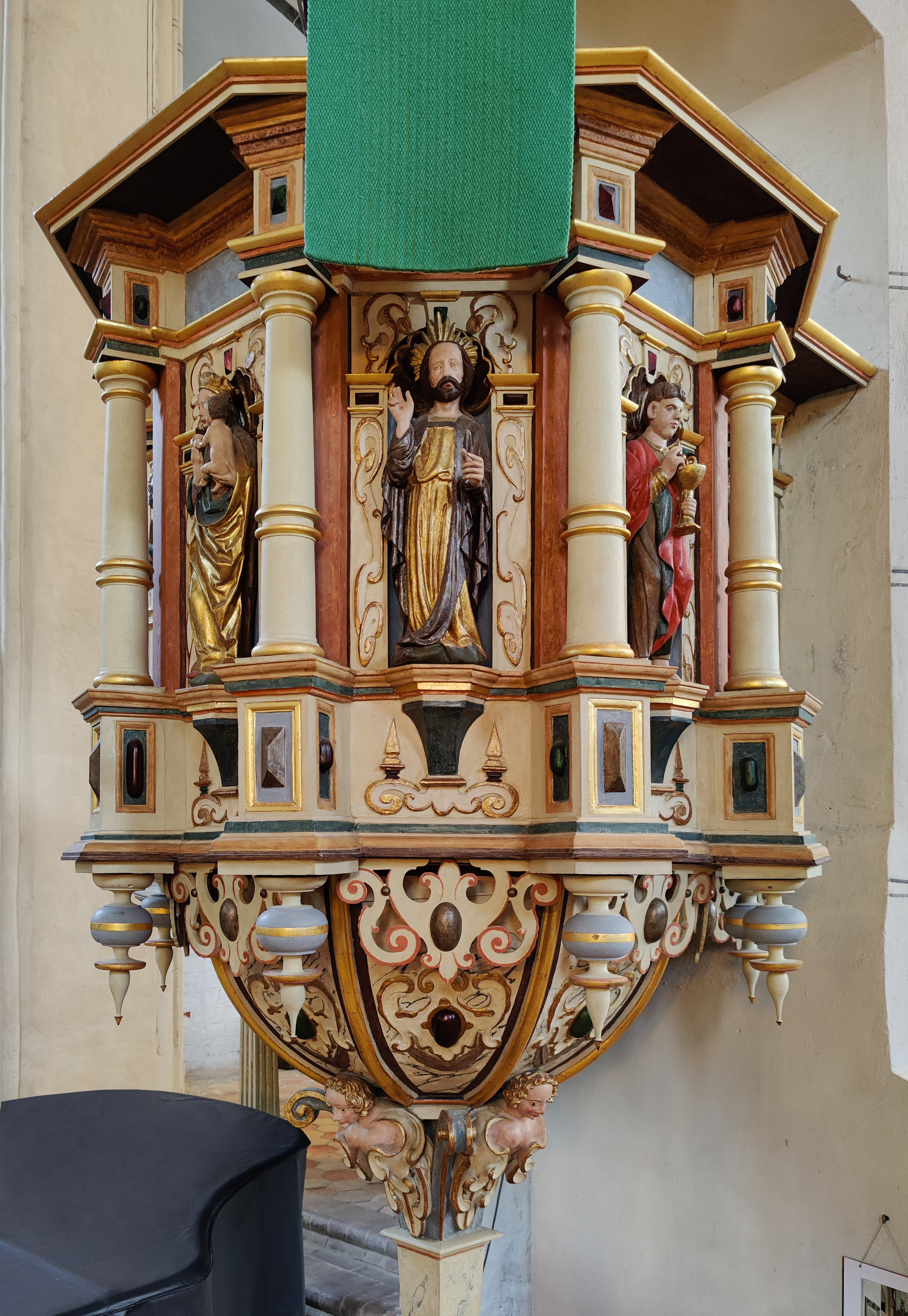
Kanzelkorb von 1609

Das wertvollste Kunstwerk im Kirchenraum ist der spätgotische Flügelaltar aus der Zeit um 1520. Er besteht aus 39 figürlichen und 68 bildlichen Darstellungen und stammt vermutlich aus der Schule von Lucas Cranach dem Älteren. Im Schrein zeigt er eine Marienkrönung zwischen musizierenden Engeln mit vier Heiligen darunter. In den Flügeln sind in drei Reihen übereinander 24 Heilige dargestellt. Die doppelten Flügel und die Standflügel zeigen wie auch die Predella Szenen aus dem Leben Christi und Marias sowie Heiligenlegenden. Ein reiches Gesprenge mit geschnitzten Figuren bildet den Abschluss des Altars.
Die Triumphkreuzgruppe aus dem Jahr 1520 steht auf einer Reihe von geschnitzten, gekreuzten Maßwerkbögen und prägt die Innenansicht der Kirche.
Die reich geschnitzte Kanzel mit kronenartigem Schalldeckel stammt aus dem Jahr 1609 und zeigt am Kanzelkorb zwei ältere Schnitzfiguren von Christus und Maria aus der Zeit um 1500. Der pokalförmige Taufstein entstammt dem 14./15. Jahrhundert. Am nordöstlichen Pfeiler des Binnenchors steht das gemauerte Sakramentshaus vom Ende des 15. bis Anfang des 16. Jahrhunderts, das mit einem Giebelfeld und Fialen abgeschlossen ist. Es zeigt eine Darstellung des Schweißtuches der heiligen Veronika auf einem Tafelbild.
Mehrere künstlerisch wertvolle Schnitzfiguren und Reliefs sind zu erwähnen, darunter ein Sandsteinrelief von Christus am Ölberg vom Anfang des 15. Jahrhunderts, ein kleineres Holzrelief mit der Geißelung Christi und eine Sitzmadonna unter einem Baldachin von etwa 1520.
Zwei Opfergeldtruhen stammen aus dem 16. und 17. Jahrhundert. Eine ehemalige Sakristeitür wurde im 16. Jahrhundert gefertigt. Vier Pastorenbildnisse aus der zweiten Hälfte des 17. bis zur ersten Hälfte des 19. Jahrhunderts sind weiter zu erwähnen.
Die Empore im äußeren nördlichen Seitenschiff wurde 1614 als Tuchmacher-, Schuster- und Knechtechor errichtet und zeigt an der Brüstung 75 Gemälde mit Darstellungen aus dem Alten Testament.
Das Gestühl des 16. und 17. Jahrhunderts ist fast vollständig erhalten. Davon hervorzuheben ist besonders der reich geschnitzte und mit Intarsien versehene Bürgermeisterstuhl vom Ende des 16. Jahrhunderts an der Südseite mit Schnitzwangen eines älteren Gestühls vom Anfang des 16. Jahrhunderts.
Im Schülerchor sind Reste eines Orgelprospekts aus dem 16. Jahrhundert erhalten, außerdem drei Schnitzfiguren und zwei Gemälde. In der Sakristei stehen zwei historische Leuchterengel aus der Zeit um 1500, außerdem ein Antependium aus italienischer Seide aus der zweiten Hälfte des 15. Jahrhunderts.
Zahlreiche Epitaphien und Grabdenkmäler zumeist aus dem 16. und 17. Jahrhundert sind im Innenraum der Kirche und in der südlichen Vorhalle aufgestellt.

## Orgel

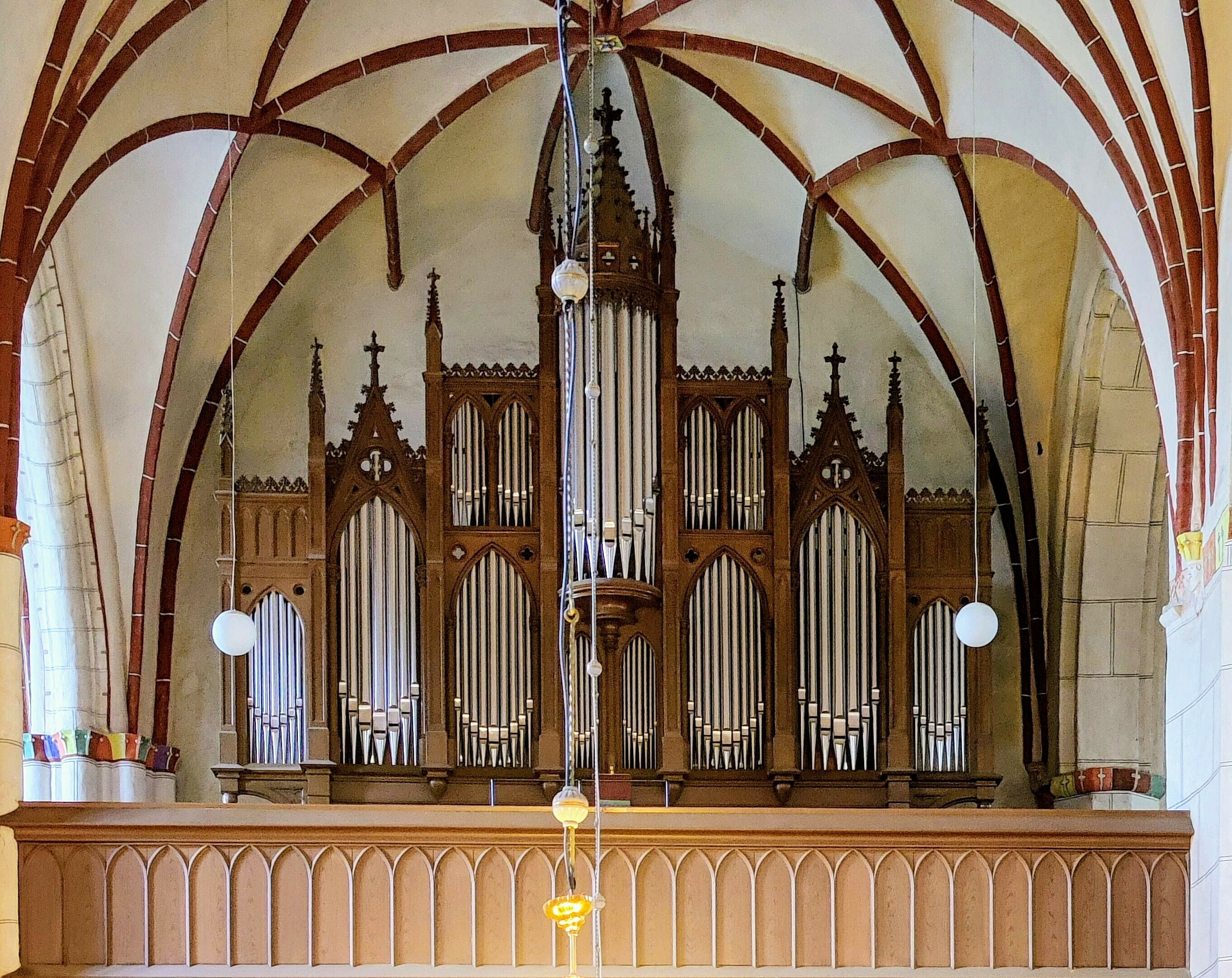
Voigt-Orgel von 1988/1989

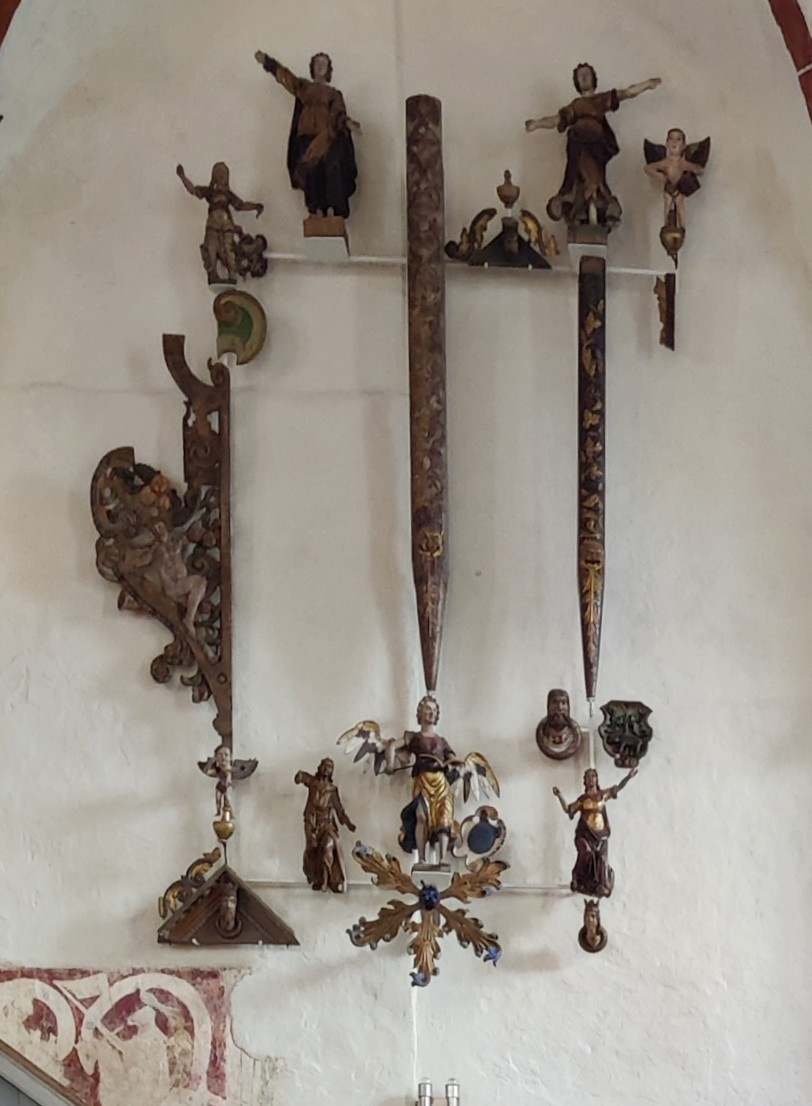
Erhaltene Reste des Scherer-Prospekts von 1573

Die Bernauer Orgelgeschichte reicht mehr als 500 Jahre zurück. Im Jahr 1519 baute Blasius Lehmann „eine newe orgel“. Sie wurde 1548 durch ein Rückpositiv oder eine zweite Orgel von Meister Leonhard aus Frankfurt (Oder) ergänzt. In den Jahren 1572–1573 schuf der Hamburger Orgelbauer Hans Scherer der Ältere ein neues Werk mit 26 Registern auf zwei Manualen. Das Pedal war angehängt. Von dieser Orgel sind 14 Engelfiguren (darunter 5 bauzeitliche), Reste von geschnitztem Schleierwerk und zwei ziselierte Prospektpfeifen erhalten. Auf den mit Schnitzwerk verziertem Prospekt war reichlich Blattgold und -silber aufgebracht. Ihre Disposition fand Eingang in das Syntagma musicum von Michael Praetorius (1619). Paul Lüdemann erweiterte sie wohl 1617–1618 um ein Brustwerk auf einem dritten Manual und 1626 um ein freies Pedalwerk in zwei flankierenden Türmen (III/P/41). Nach Reparaturen durch Johann Nette in den Jahren 1671–1673 erfolgte ein eingreifender Umbau durch Arp Schnitger im Jahr 1710, der das Windwerk, sämtliche gemischte Stimmen und fast alle Zungenstimmen erneuerte und die Windladen veränderte (III/P/38). 1740–1770 führte der Bernauer Organist und Orgelbauer Andreas Benjamin Lehmann Wartungs- und Reparaturarbeiten durch. Johann Simon Buchholz überholte das Werk 1789–1790 und nahm Veränderungen vor. Nach Kriegsschäden gelang die Reparatur 1816 durch den Berliner Orgelbauer Carl Friedrich Kühnzak nur unbefriedigend. So kam es 1863–1864 trotz der Bewunderung Friedrich Wilhelms IV. für den prächtigen Prospekt und gegen den Rat verschiedener Sachverständiger zu einem kompletten Neubau durch Wilhelm Sauer aus Frankfurt (Oder). Das dreimanualige Werk verfügte über 37 Register auf mechanischen Kegelladen hinter einem neugotischen Prospekt, der bis heute erhalten ist. Die Orgel wurde 1905 durch Barnim Grüneberg umgebaut und erhielt pneumatische Trakturen und einen freistehenden Spieltisch. Die 1917 abgelieferten Prospektpfeifen ersetzte Grüneberg 1925. 1951 nahm Sauer eine Umdisponierung vor und restaurierte das Instrument, das am Schluss stark von Anobien befallen war.
Hinter dem Sauer-Prospekt baute der Mitteldeutsche Orgelbau A. Voigt 1988–1989 die heutige Orgel mit 29 Registern, die auf zwei Manuale und Pedal verteilt sind. Die Disposition lautet wie folgt:
| I Hauptwerk C–g3 |       |
| Pommer           | 16′   |
| Prinzipal        | 8′    |
| Holzflöte        | 8′    |
| Oktave           | 4′    |
| Koppelflöte      | 4′    |
| Quinte           | 2 ⁄3′ |
| Oktave           | 2′    |
| Waldflöte        | 2′    |
| Mixtur V         | 1 ⁄3′ |
| Trompete         | 8′    |
| Tremulant        |       |

| II Schwellwerk C–g3 |        |
| Flötenprinzipal     | 8′     |
| Gedackt             | 8′     |
| Salizional          | 8′     |
| Prinzipal           | 4′     |
| Rohrflöte           | 4′     |
| Nasat               | 2 ⁄3′  |
| Oktave              | 2′     |
| Terz                | 1 3⁄5′ |
| Spitzquinte         | 1 ⁄3′  |
| Zimbel III          | 1⁄2′   |
| Vox Humana          | 8′     |
| Tremulant           |        |

| Pedal C–f1       |       |
| Prinzipalbaß     | 16′   |
| Subbaß           | 16′   |
| Oktavbaß         | 8′    |
| Gedacktbaß       | 8′    |
| Choralbaß        | 4′    |
| Rauschpfeife III | 2 ⁄3′ |
| Posaune          | 16′   |
| Trompete         | 8′    |

- Koppeln: II/I, I/P, II/P

## Gemeindeleben
In der Kirche finden im 21. Jahrhundert häufig geeignete Kulturveranstaltungen statt. Insbesondere kommt dabei auch die Orgel zum Einsatz. Dazu hob die Kirchenleitung die Sommerkonzerte in der St. Marienkirche aus der Taufe. Der Besuch der Konzerte, die von eingeladenen Musikern gegeben werden, ist kostenlos, jedoch wird um Spenden gebeten.